# Waseda bungaku
Waseda Bungaku (早稲田文学, "Letteratura di Waseda") è una rivista letteraria giapponese, afferente al dipartimento di letteratura dell'Università Waseda di Tōkyō.
Fu fondata nel 1891 da Tsubouchi Shōyō, che ne ricoprì anche la carica di direttore fino al 1898. Nacque come rivista ufficiale del dipartimento di letteratura della Tōkyō Senmon Gakkō, antico nome dell'attuale Università Waseda.
La rivista ebbe diversi periodi di pubblicazione, alternati a anni di pausa.
Al momento si contano dieci serie. Le prime due sono di norma considerate le più importanti dal punto di vista storico-letterario:
- 1ª serie (1891-1898)

Sotto la guida di Tsubouchi Shōyō, la rivista animò il dibattito intellettuale   sulle modalità e le funzioni del romanzo. Oltre a diversi saggi teorici dello stesso Shōyō, ospitò importanti interventi di Mori Ōgai, Shimamura Hōgetsu, Hirotsu Ryūrō e altri. Particolarmente famoso fu il "Dibattito sull'ideale" (Risō ronsō) che vide contrapposti Ōgai e Shōyō nel 1891.
- 2ª serie (1906-1927)

Diretta da Shimamura Hōgetsu, appena rientrato da un soggiorno all'estero, la rivista divenne una delle roccheforti del movimento naturalista giapponese, rappresentato in quegli anni da romanzi come Hakai ("Il comandamento infranto", 1906) di Shimazaki Tōson e Futon (1907) di Tayama Katai. Vi collaborarono, tra gli altri, i romanzieri Masamune Hakuchō e Akita Ujaku.
- 3ª serie (1934-1949)

Diretta da Tanizaki Seiji, fratello minore di Tanizaki Jun'ichirō, continuò le sue pubblicazioni anche durante la Guerra del Pacifico.
- 4ª serie (1949)
- 5ª serie (1951-1953)
- 6ª serie (1959)
- 7ª serie (1969-1975)
- 8ª serie (1976-1997)
- 10ª serie (1997-)